# Juaye-Mondaye

Juaye-Mondaye este o comună în departamentul Calvados, Franța. În 1 ianuarie 2022 avea o populație de 697 de locuitori.